# Athrypsometra
Athrypsometra is een geslacht van haarsterren uit de familie Antedonidae.

## Soorten
- Athrypsometra anomala (A.H. Clark, 1912)
- Athrypsometra gracillima (A.H. Clark, 1909)
- Athrypsometra minima (A.H. Clark, 1912)
- Athrypsometra mira (A.H. Clark, 1909)